# Evisa schawerdae
Evisa schawerdae is een vlinder uit de familie uilen (Noctuidae). De wetenschappelijke naam is voor het eerst geldig gepubliceerd in 1930 door Reisser.
De soort komt voor in Europa.